# Sulphur Springs (Arkansas)
Sulphur Springs è una città degli Stati Uniti d'America situata nello Stato dell'Arkansas, nella Contea di Benton.